# Algaevő pontyfélék
Az algaevő pontyfélék (Gyrinocheilidae) a csontos halak (Osteichthyes) főosztályának sugarasúszójú halak (Actinopterygii) osztályába és a pontyalakúak (Cypriniformes) rendjébe tartozó család. A moszatevő márnát (Gyrinocheilus aymonieri) más néven algaevő tapadóhalat akváriumi halként is tartják.

## Rendszerezés
A családba az alábbi  1 nem és 3 faj tartozik:
- Gyrinocheilus (Vaillant, 1902) – 3 faj
  - moszatevő márna (Gyrinocheilus aymonieri)
  - Gyrinocheilus pennocki
  - Gyrinocheilus pustulosus